# Dusona longistilus
Dusona longistilus är en stekelart som beskrevs av Horstmann 2004. Dusona longistilus ingår i släktet Dusona och familjen brokparasitsteklar. Inga underarter finns listade i Catalogue of Life.